# 타임스 스퀘어 볼

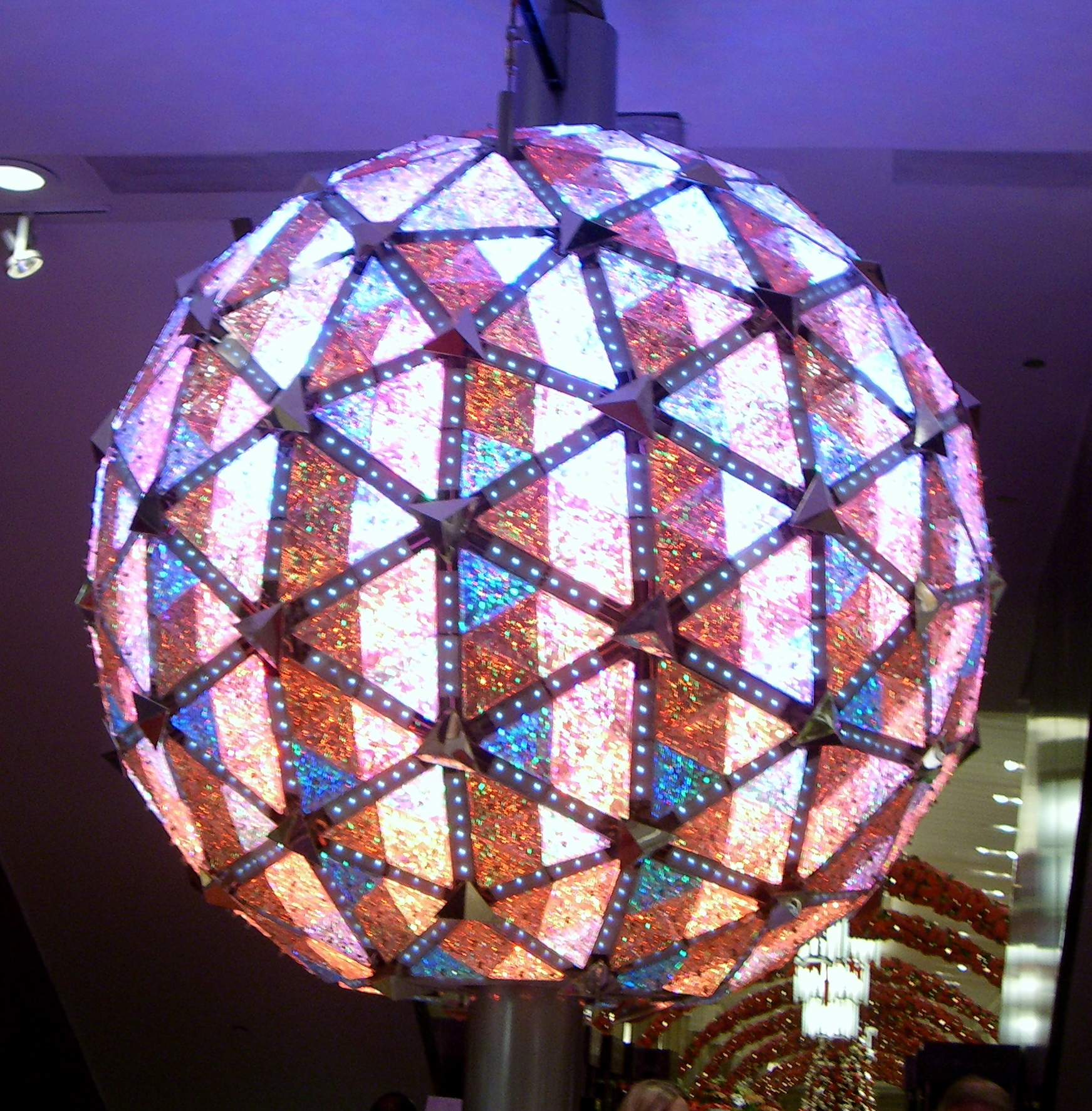
타임스 스퀘어 볼 (2008년)

타임스 스퀘어 볼(Times Square Ball)은 뉴욕의 원 타임스 스퀘어 건물에 위치한 보시구로, 매년 12월 31일 오후 신년이 되는 순간에 43m 아래로 내린다. 이 행사를 볼 드롭(Ball drop)이라 부르며, 1903년에 처음 시작되었다.